# Буланкин, Иван Николаевич
Ива́н Никола́евич Була́нкин (21 января (3 февраля) 1901 года, Свияжский уезд, Казанская губерния, Российская империя — 31 октября 1960 года, Харьков, УССР, СССР) — советский учёный, биохимик, профессор (1934), доктор биологических наук (1939), академик (1951; член-корреспондент с 1939) Академии наук УССР; ректор Харьковского университета (1945—1960); Заслуженный деятель науки и техники УССР (1951).

## Биография
Иван Буланкин родился 21 января (3 февраля) 1901 года в селе Теньки Тетюшского уезда (сейчас Камско-Устьинский район) Казанской губернии.
В 1911 году Иван Буланкин окончил сельскую школу, а в 1920 году — школу второй ступени.
В 1921—1925 годах обучался на биологический факультет Харьковского института народного образования (ХИНО).
С 1926 по 1929 годы — аспирант сектора сравнительной физиологии научно-исследовательской кафедры зоологии Харьковского института народного образования.
Ученик Александра Нагорного — основателя Харьковской научной школы возрастной физиологии, биохимии и биофизики.
В 1929—1931 годах — ассистент кафедры сравнительной физиологии ХИНО, а в 1929 (1930[уточнить])—1931 годах декан биологического факультета института[уточнить].
В 1930 году, вместе с Г. Ф. Арнольдом[уточнить] и Александром Нагорным участвовал в создании Харьковского филиала Украинского научно-исследовательского зоологического институту, преобразованного в 1933 году в Зоолого-биологический институт Харьковского государственного университета.
До 1941 года работал в нём научным сотрудником сектора общей физиологии.
В 1931—1933 годах — доцент Харьковского института профессионального образования и, одновременно, референт Наркомпроса Украины.
В 1933 году на базе кафедры физиологии Харьковского государственного университета Иван Николаевич создаёт самостоятельную кафедру биохимии, которую возглавляет до конца своей жизни.
В 1933—1935 и 1937—1939 годах — проректор университета по научной работе.
В 1934 году Буланкину присваивается учёное звание профессора.
В 1936 году, без защиты диссертации, Буланкин получает учёную степень кандидата биологических наук.
В феврале 1939 году избран членом-корреспондентом АН УССР.
В сентябре того же года получает степень доктора биологических наук по материалам монографии «Закономерности старения золей и студней желатины».
В годы Великой Отечественной войны Буланкин находится в эвакуации в Томске.
Работает профессором (с 1941 года) и деканом химического факультета, заведующим кафедрой коллоидной химии (с 1942 года), а с 1942 года — проректор по научной работе Томского университета.
В 1944 году возвращается в Харьковский университет в качестве заведующего кафедрой биохимии и проректора по научной работе.
С 1945 года до конца жизни — ректор Харьковского университета.
В первые годы работы в качестве ректора восстановил здание на площади Свободы 4 (ранее Дом проектов), перестроив его под нужды университета.
Во время его ректорства в университете были открыты радиофизический факультет, факультет иностранных языков, отделение ядерной физики физико-математического факультета, которое в 1962 году переросло в физико-технический факультет, вычислительный центр, изотопная лаборатория.
Иван Николаевич Буланкин умер 31 октября 1960 года в Харькове.

## Научная деятельность

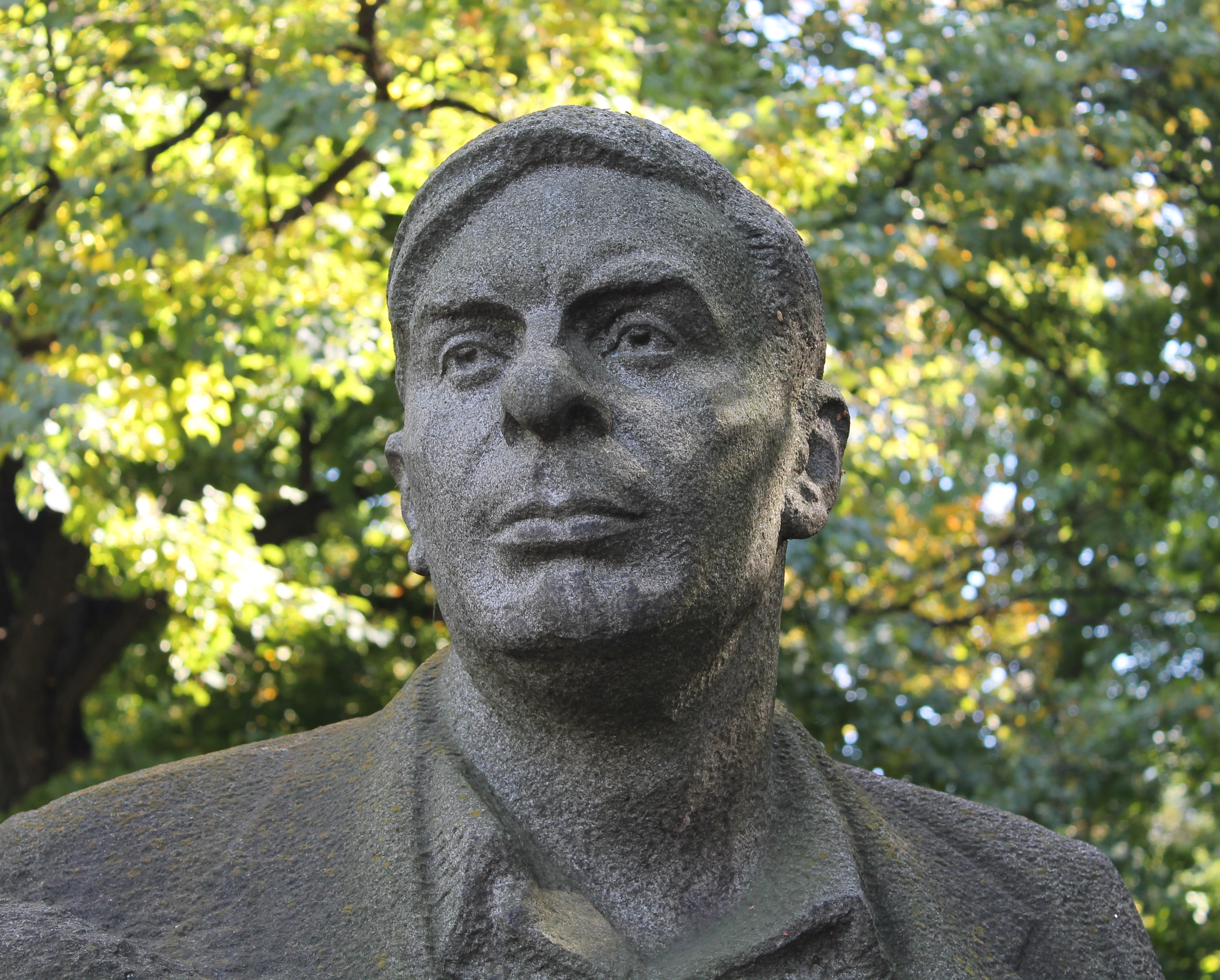
Памятник на могиле Буланкина

Иван Николаевич Буланкин известен своими трудами в области химии белков, возрастной и сравнительной биохимии.
Научные интересы Буланкина концентрировали на вопросах старения коллоидов, изучении биосинтеза и обмена белков и нуклеиновых кислот в процессе онтогенеза и исследовании строения и физико-химических свойств белков в связи с выяснением механизмов денатурации.
Иван Буланкин — автор ряда монографий, учебников, более 160 научных публикаций.
Иван Николаевич подготовил десятки специалистов — биохимиков, многие из которых сами стали докторами и кандидатами наук, продолжив исследования своего учителя.

## Личная жизнь
Дочь — Наталья Ивановна Буланкина — доцент кафедры биохимии биологического факультета Харьковского университета; автор книги об отце: «Академик Иван Николаевич Буланкин 1901—1960» (2004).

## Награды и звания
- 3 ордена Трудового Красного Знамени (1944; 23.01.1948; 1954)
- медаль «За доблестный труд в Великой Отечественной войне 1941—1945 гг.»[4][5][7].
- Заслуженный деятель науки Украинской ССР (1951)[5][6][7].

## Память
9 февраля 2002[уточнить] года на стене дома № 9/11 по улице Гуданова в Харькове, где с 1944 по 1960 годы жил и работал академик Иван Буланкин и в честь 100-летнего юбилея учёного была открыта мемориальная доска.